# Liste der Bodendenkmäler in Gablingen
Auf dieser Seite sind die Bodendenkmäler in der schwäbischen Gemeinde Gablingen zusammengestellt. Diese Tabelle ist eine Teilliste der Liste der Bodendenkmäler in Bayern. Grundlage ist die Bayerische Denkmalliste, die auf Basis des Bayerischen Denkmalschutzgesetzes vom 1. Oktober 1973 erstmals erstellt wurde und seither durch das Bayerische Landesamt für Denkmalpflege geführt wird. Die folgenden Angaben ersetzen nicht die rechtsverbindliche Auskunft der Denkmalschutzbehörde.

## Bodendenkmäler in Gablingen
| Lage       | Objekt | Akten-Nr.     | Bild           |
| ---------- | --- | ------------- | -------------- |
| (Standort) | Burgstall des Mittelalters. | D-7-7530-0020 | weitere Bilder |
| (Standort) | Schürfgruben vor- und frühgeschichtlicher oder mittelalterlicher Zeitstellung. | D-7-7530-0021 |                |
| (Standort) | Töpferei der frühen und späten Neuzeit. | D-7-7530-0022 |                |
| (Standort) | Töpferei der frühen und späten Neuzeit. | D-7-7530-0023 |                |
| (Standort) | Mittelalterlicher Wasserburgstall. | D-7-7530-0024 |                |
| (Standort) | Mittelalterlicher Burgstall. | D-7-7530-0025 |                |
| (Standort) | Grabhügel vorgeschichtlicher Zeitstellung. | D-7-7530-0026 |                |
| (Standort) | Grabhügel vorgeschichtlicher Zeitstellung. | D-7-7530-0027 |                |
| (Standort) | Siedlung des Neolithikums, der Urnenfelderzeit, der römischen Kaiserzeit und des Mittelalters, Brandgräber der Urnenfelderzeit.                                                                                         | D-7-7530-0029 |                |
| (Standort) | Abschnittsbefestigung vor- und frühgeschichtlicher Zeitstellung. | D-7-7530-0032 |                |
| (Standort) | Schürfgruben vor- und frühgeschichtlicher oder mittelalterlicher Zeitstellung. | D-7-7530-0040 |                |
| (Standort) | Gräber der Schnurkeramik und des Frühmittelalters; Siedlung des Neolithikums, der Bronzezeit, der Urnenfelderzeit, der Latènezeit und des Mittelalters.                                                                 | D-7-7530-0050 |                |
| (Standort) | Siedlung der Glockenbecherkultur, der Bronzezeit, der römischen Kaiserzeit und des frühen Mittelalters, Befestigung vorgeschichtlicher Zeitstellung und der römischen Kaiserzeit, Brandgräber der römischen Kaiserzeit. | D-7-7530-0073 |                |
| (Standort) | Grabhügel vorgeschichtlicher Zeitstellung. | D-7-7530-0087 |                |
| (Standort) | Grabhügel vorgeschichtlicher Zeitstellung. | D-7-7530-0088 |                |
| (Standort) | Mittelalterliche Burg. | D-7-7530-0090 |                |
| (Standort) | Mittelalterliche und frühneuzeitliche Befunde im Bereich der katholischen Pfarrkirche St. Georg in Lützelburg. | D-7-7530-0136 |                |
| (Standort) | Mittelalterliche und frühneuzeitliche Befunde im Bereich der katholischen Pfarrkirche St. Martin in Gablingen. | D-7-7530-0138 |                |
| (Standort) | Körpergräber des frühen Mittelalters. | D-7-7531-0096 |                |
| (Standort) | Siedlung vor- und frühgeschichtlicher Zeitstellung. | D-7-7531-0098 |                |
| (Standort) | Siedlung der Bronze- und Urnenfelderzeit sowie Siedlung und Gräber des Frühmittelalters. | D-7-7531-0099 |                |
| (Standort) | Siedlung vor- und frühgeschichtlicher Zeitstellung. | D-7-7531-0100 |                |
| (Standort) | Siedlung vor- und frühgeschichtlicher Zeitstellung. | D-7-7531-0102 |                |
| (Standort) | Siedlung vorgeschichtlicher Zeitstellung. | D-7-7531-0104 |                |
| (Standort) | Grabhügel vorgeschichtlicher Zeitstellung. | D-7-7531-0110 |                |
| (Standort) | Siedlung vorgeschichtlicher Zeitstellung. | D-7-7531-0134 |                |
| (Standort) | Straßentrasse mittelalterlicher und frühneuzeitlicher Zeitstellung. | D-7-7531-0140 |                |
| (Standort) | Brandgräber der Hallstattzeit, Siedlung der römischen Kaiserzeit. | D-7-7531-0145 |                |
| (Standort) | Siedlung des Hochmittelalters. | D-7-7531-0218 |                |
| (Standort) | Außenlager Gablingen des Konzentrationslagers Dachau. | D-7-7531-0288 |                |